# Аппельгрен, Микаэль (гандболист)
Микаэль Аппельгрен (швед. Mikael Appelgren; род. 6 сентября 1989, Удевалла) — шведский гандболист, выступает за немецкий клуб Рейн-Неккар Лёвен и сборную Швеции.

## Карьера

### Клубная
Микаэль Аппельгрен начинал выступать в Швеции, играя за клубы Кроппскультур и ГК Скёвде. В 2009 году спортсмен перешёл в немецкий клуб МТ Мельзунген, который в 2013 и 2014 году смог дойти до полуфинала в кубке Германии. В 2015 году Аппельгрен стал игроком клуба Рейн-Неккар Лёвен, который в сезоне 2015/16 не без помощи Микаэля стал чемпионом Германии.

### В сборной
Микаэль Аппельгрен выступает за сборную Швеции. За национальную команду он сыграл 46 матча и забросил 1 мяч. Принимал участие в чемпионате Европы 2016 года, Олимпийских играх 2016 года и чемпионате мира 2017 года.

## Титулы
- Победитель чемпионата Германии: 2016
- Серебряный призёр чемпионата Европы: 2018

## Статистика
Статистика Микаэль Аппельгрена к сезону 2018/19 указана на 11.6.2019
| Сезон          | Клуб              | Лига       | Матчи | Голы | 7-метр | Голы |
| -------------- | ----------------- | ---------- | ----- | ---- | ------ | ---- |
| 2014/15        | МТ Мельзунген     | Бундеслига | 36    | 0    | 0      | 0    |
| 2015/16        | Рейн-Неккар Лёвен | Бундеслига | 32    | 0    | 0      | 0    |
| 2016/17        | Рейн-Неккар Лёвен | Бундеслига | 34    | 1    | 0      | 1    |
| 2017/18        | Рейн-Неккар Лёвен | Бундеслига | 30    | 2    | 0      | 2    |
| 2018/19        | Рейн-Неккар Лёвен | Бундеслига | 33    | 1    | 0      | 1    |
| 2014 — по н.в. | Итого             | Бундеслига | 165   | 4    | 0      | 4    |